# Charles Pathé
Charles Pathé (26. prosince 1863 Chevry-Cossigny, Francie – 25. prosince 1957 Monte-Carlo, Monako) byl francouzský průkopník gramofonového průmyslu, kinematografie a filmového průmyslu.

## Založení společnosti Pathé

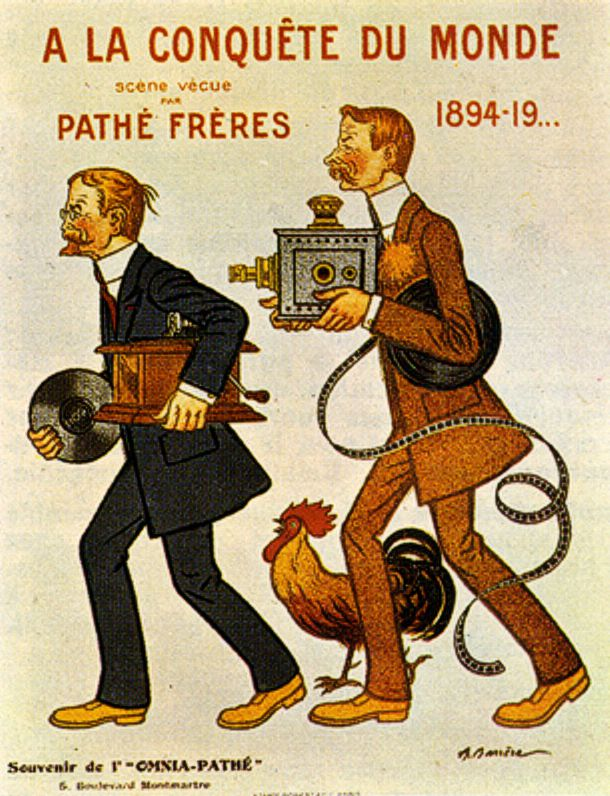
Plakát Adriena Barrèra „Bratři Pathéovi“ (v orig. Pathé frères); barevná litografie

V roce 1894 založili Charles Pathé a jeho bratr Émile Pathé společnost s názvem Pathé Records. Na západním předměstí Paříže v Chatou otevřeli obchod s fonografy.
V roce 1896 se z obchodníků stali producenty, kanceláře a nahrávací studia měli nejen v Chatou u Paříže, ale také v Londýně, Miláně a Petrohradu. Fonografické válečky nahrávala firma asi do roku 1914.
V roce 1905 začala firma vyrábět gramofonové desky, ale aby se vyhnula střetu s vlastníky patentových práv, technologii různě měnila. Experimentovala s různými formáty a technikami záznamu a od voskových disků přešla k šelakovým deskám. 
Drážky gramofonových desek fy Pathé byly řezány jinak, než je řezali ostatní výrobci ve světě. Drážky záznamu začínaly u středu desky a byly širší. Při přehrávání desky se jehla pohybovala směrem ke kraji desky. Desky se otáčely rychlostí 90 ot/min namísto tehdy běžných 78 ot/min. Proto gramodesky nebylo možné přehrávat na přístrojích jiných značek. Teprve na počátku 20. let 20. století se firma Pathé rozhodla změnit technologii a začala vyrábět gramodesky stejných technických parametrů jako desky jiných značek. Od roku 1927 firma užívala namísto mechanického záznamu zvuku kvalitnější elektronický záznam. V prosinci 1928 ji majitelé prodali anglické značce Columbia Graphophone.
V roce 1911, díky štědrosti Émila Pathé, spoluzakladatele společnosti Pathé, mohl lingvista Ferdinand Brunot realizovat na Sorbonně svůj projekt archivace zvukových nahrávek (Les Archives de la Parole). Émile Pathé nabídl, že na Sorbonně zřídí laboratoř, která se bude věnovat nahrávání řeči, a že po dobu deseti let bude hradit náklady laboratoře.

## Film
V roce 1896 založili bratři společnost Pathé Frères, známou pod zjednodušeným „Pathé“. Zatímco Émile se ujal fonografického provozu společnosti, Charles Pathé se věnoval filmu. Společnost filmy distribuovala a později také produkovala.
V roce 1901 začal Pathé spolupracovat s režisérem jménem Ferdinand Zecca. Kolem roku 1905 společnost zaměstnávala množství pracovníků – kameramany, spisovatele, výtvarníky, režiséry. Společnost se rozrůstala a zaujala výsadní postavení na trhu. Postupem času expandovala i do dalších zemí Evropy, později i do Spojených států. Svým působením Pathé ovlivnil i hraběte Sašu Kolowrata, zakladatele rakouského filmového průmyslu.
Jednou ze zajímavých novinek, které firma zavedla do svých filmů, jsou titulky. Dříve byly filmy doprovázeny vyprávěním, titulky neobsahovaly. Pathé filmy doplnila o titulky, které divákovi objasňovaly děj. Spolupráce pánů Pathéových s Ferdinandem Zeccou přinesla také prodlužování metráže filmů.
Objevem Charlese Pathé byl herec Max Linder, populární divadelní komik. Začal spolupracovat s firmou Pathé a stal se filmovým hercem.